# Riga FC
Riga Football Club, běžně označovaný jako Riga FC, je lotyšský fotbalový klub založený v roce 2014. Klub sídlí na stadionu Skonto v Rize . Od roku 2016 klub hraje v nejvyšší soutěži Lotyšska, ve Virslize .

## Historie

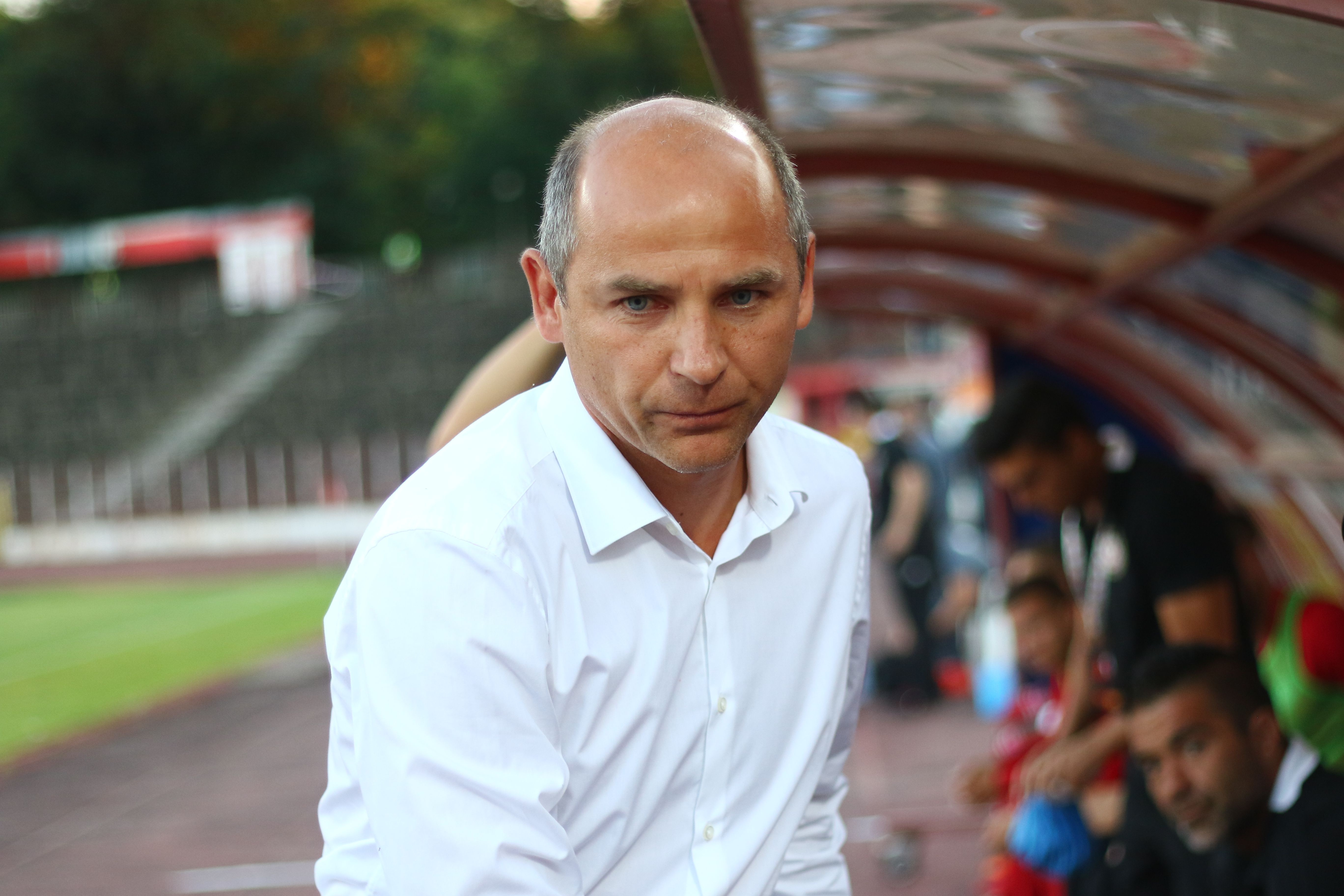
Ukrajinský trenér Viktor Skrypnyk vyhrál historicky první titul ve Virslize v historii klubu

Klub byl oficiálně zaregistrován v dubnu 2014.  Tým byl založen před sezónou 2015 po sloučení dvou týmů se sídlem v Rize – FC Caramba a Dinamo Riga. V sezóně 2015 tým hrál v lotyšské druhé nejvyšší lize pod názvem FC Caramba/Dinamo, protože Caramba si vybojoval postup vítězstvím v lotyšské třetí nejvyšší lize v roce 2014. Po vítězství v druhé nejvyšší lize a postupu do první ligy se klub přejmenoval na Riga FC. V roce 2018 byl jmenován trenérem Ukrajinec Viktor Skrypnyk, kterému se podařilo vyhrát dva tituly lotyšské nejvyšší soutěže v letech 2018, 2019 a lotyšský fotbalový pohár v roce 2018 .

### Evropské poháry
| Soutěž                         | Pld | W | D | L | GF | GA | GD |
| ------------------------------ | --- | - | - | - | -- | -- | -- |
| Liga mistrů UEFA               | 5   | 0 | 3 | 2 | 1  | 4  | –3 |
| Evropská liga UEFA             | 10  | 4 | 2 | 4 | 11 | 12 | –1 |
| Evropská konferenční liga UEFA | 8   | 5 | 1 | 2 | 13 | 6  | +7 |
| Celkový                        | 23  | 9 | 6 | 8 | 25 | 22 | +3 |